# Беспроводной HDMI
Беспроводной HDMI — общий термин, обозначающий передачу мультимедийного сигнала высокой чёткости по радио-, или же масштабируемой, скрытой проводной сети.
Такая потребность возникла из-за ряда ограничений и параметров соединительной экосистемы HDMI:
- Невозможность использовать длинный пассивный HDMI-кабель (без наращивания с помощью отдельного, требующего питания, усилителя) — максимальная рабочая длина HDMI-кабеля варьируется от 5 до 15 метров, в зависимости от типа и качества кабеля и материалов, используемых при его производстве, а также от источника сигнала высокой чёткости, а конкретнее — от мощности его HDMI-порта;
- большая толщина HDMI-кабеля — для прокладки через стену практически непригоден, особенно из-за несъёмных разъёмов;
- жёсткость HDMI-кабеля — плохо гнётся и слабо поддаётся манипуляциям;
- Длинные кабели HDMI дорогостоящие и пропускают сигнал только в одну сторону (есть вход и выход), если заложили неправильно (перепутали концы), то можно передать от ТВ к ресиверу, хотя правильно - наоборот;

- Отсутствие мобильности: закрепив единожды кабель при строительстве или ремонте, телевизор уже не переставить в другой угол или комнату;

## Аппаратура
Подавляющее большинство аппаратуры для передачи HDMI — видеосендеры, представляют собой комплект из двух устройств: передатчика / трансмиттера (TX) и приёмника / ресивера (RX). Передатчик подключается к какому-либо источнику HDMI-сигнала — проигрывателю оптических дисков, игровой приставке, спутниковому ресиверу, компьютеру, ноутбуку; а приёмник подключается к приёмному устройству с разъемом HDMI — к HD-телевизору, монитору, проектору, устройству видеозахвата.
Большинство таких комплектов так же поддерживают и передачу цифрового DVI-сигнала через пассивный переходник с HDMI, так как HDMI — это, по сути, ограниченный лишь несколькими режимами видео, DVI и цифровой звук в одном интерфейсе.

### Проводная
Относится к беспроводному HDMI формально, провода есть, но они скрыты или их не видно. Для передачи по «невидимой» проводной сети используются в основном:
- Передача по тончайшему оптоволоконному кабелю, который гибок и способен быть гораздо длиннее, чем стандартный HDMI-кабель, а также может быть проложен в труднодоступных местах;
- Передача сигнала через электророзетки по технологии PLC. Поскольку электросеть на сегодня имеется в подавляющем большинстве обитаемых помещений, применять её для передачи дополнительного сигнала очень удобно. Это напоминает, как быстрый интернет по ADSL-технологии пришёл в наши дома без прокладки дополнительных кабелей, а совместно с телефонным аппаратом используя стандартную телефонную сеть. Но у технологии PLC есть и свои недостатки — к примеру, некоторая уязвимость от «шумных» электроприборов — старых холодильников и прочих. Так же мешать прохождению сигнала может нестабильный входной трансформатор, непосредственно генерирующий напряжение для сети. Особенно это актуально для загородных домов.

### Радио
Для радиопередачи сигнала высокой чёткости существует множество как индустриальных стандартов, так и закрытых, проприетарных стандартов.
К индустриальным стандартам относятся:
- WHDI — технология-лидер в индустрии беспроводного HD, строится на базе чипов фирмы Amimon, работает на частоте 5Ггц, способна передавать сигнал максимального, FullHD качества, с поддержкой 3D, через стены и на расстоянии до 30 метров. Для передачи используются внутренние массивы из 4-5 антенн. Сжатия сигнала нет, используется ноу-хау amimon — технология video modem. Беспроводной канал 3 гигабита;
- WirelessHD — в основе устройств лежат чипы от SiBEAM (теперь принадлежит и выпускается Lattice Semiconductor), возможна передача несжатого FullHD/UltraHD 3D видео на расстоянии до 15 метров в зоне прямой видимости. Для передачи используется ультраширокополосное радиосоединение на частоте 60Ггц, внутренний массив антенн может достигать размерности до 36 штук. Беспроводной канал шириной 7 гигабит;
- Трансляция по Wi-Fi — практически все проприетарные стандарты используют данный вид беспроводной связи, работающий на частоте 2,4Ггц или 5Ггц, с пропускной способностью канала 300—1500 мегабит в секунду и 2-4 антеннами. Дальность передачи без усиления может достигать 200 метров. Для того, чтобы видео- и аудиопотоки высокой чёткости помещались в такую полосу, используется сжатие. Обычно применяемые кодеки в этом случае — широко распространённые Motion JPEG, H.264, H.265;

Перечень наиболее известных фирм и стандартов, использующих в качестве транспорта Wi-Fi:
- Intel — стандарт WiDi (Miracast)
- Apple — Airplay
- AMD — стандарт ViVu — разработка не ведётся;
- Provision — проприетарный стандарт
- Cavium Networks — стандарт WiVu
- HDBitT — ITE / Huawei
- Taifatech — WiPlay.